# Denys Šmyhal'
Denys Anatolijovyč Šmyhal' (in ucraino Денис Анатолійович Шмигаль?; Leopoli, 15 ottobre 1975) è un politico ucraino, primo ministro dell'Ucraina dal 4 marzo 2020 al 17 luglio 2025.

## Biografia
Nel 1997 si è laureato in gestione della produzione al Politecnico di Leopoli, nel 2003 ha conseguito la laurea in scienze economiche. Negli anni 1995-2009 ha lavorato in varie imprese a Leopoli, anche in posizioni manageriali. Successivamente ha ricoperto posizioni di alto livello nell'amministrazione statale regionale di Leopoli. Nel 2014 è stato vicedirettore del dipartimento delle entrate nella regione di Leopoli. Dal 2017 in poi ha assunto le funzioni manageriali nel settore energetico.
Nell'agosto 2019 ha assunto la carica di governatore dell'oblast' di Ivano-Frankivs'k, rimanendo nell'incarico sino al 5 febbraio 2020.
Il 4 febbraio 2020 è diventato vice primo ministro e Ministro per lo sviluppo regionale, l'edilizia e l'edilizia pubblica e servizi pubblici dell'Ucraina nel governo Hončaruk. 
Il 4 marzo 2020, la Verchovna Rada lo ha nominato nuovo primo ministro dell'Ucraina, lo stesso giorno in cui il parlamento ha approvato la composizione del suo gabinetto.
Il 15 luglio 2025, in seguito ad un rimpasto totale del governo, il Presidente Volodymyr Zelens'kyj lo dimissiona da capo del governo per nominarlo contestualmente Ministro della difesa nel nuovo Governo Svyrydenko, entrando contestualmente in carica il successivo 17 luglio.